# Agrostistachys indica
Agrostistachys indica là một loài thực vật có hoa trong họ Đại kích. Loài này được Dalzell mô tả khoa học đầu tiên năm 1850.

## Hình ảnh

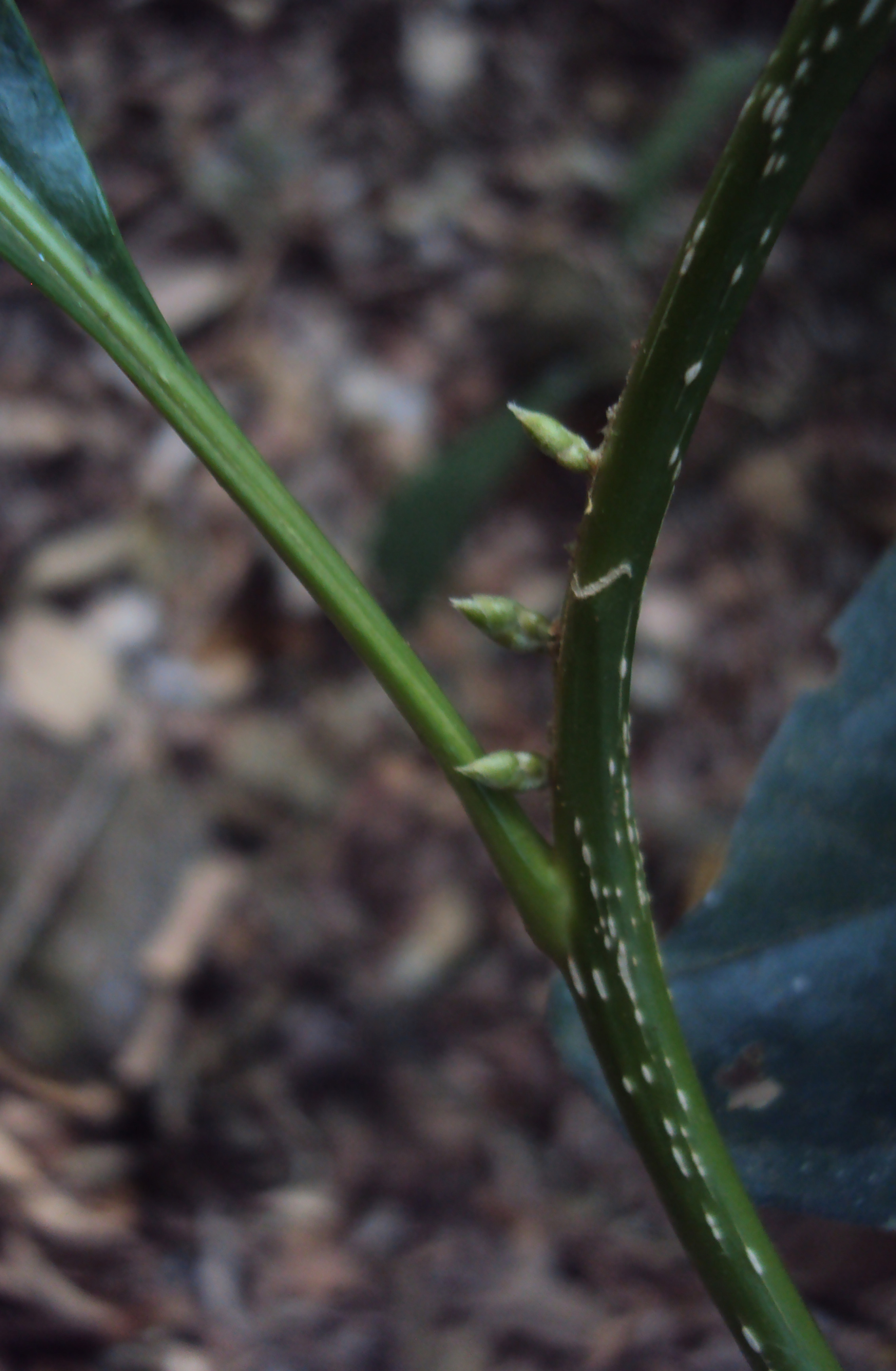
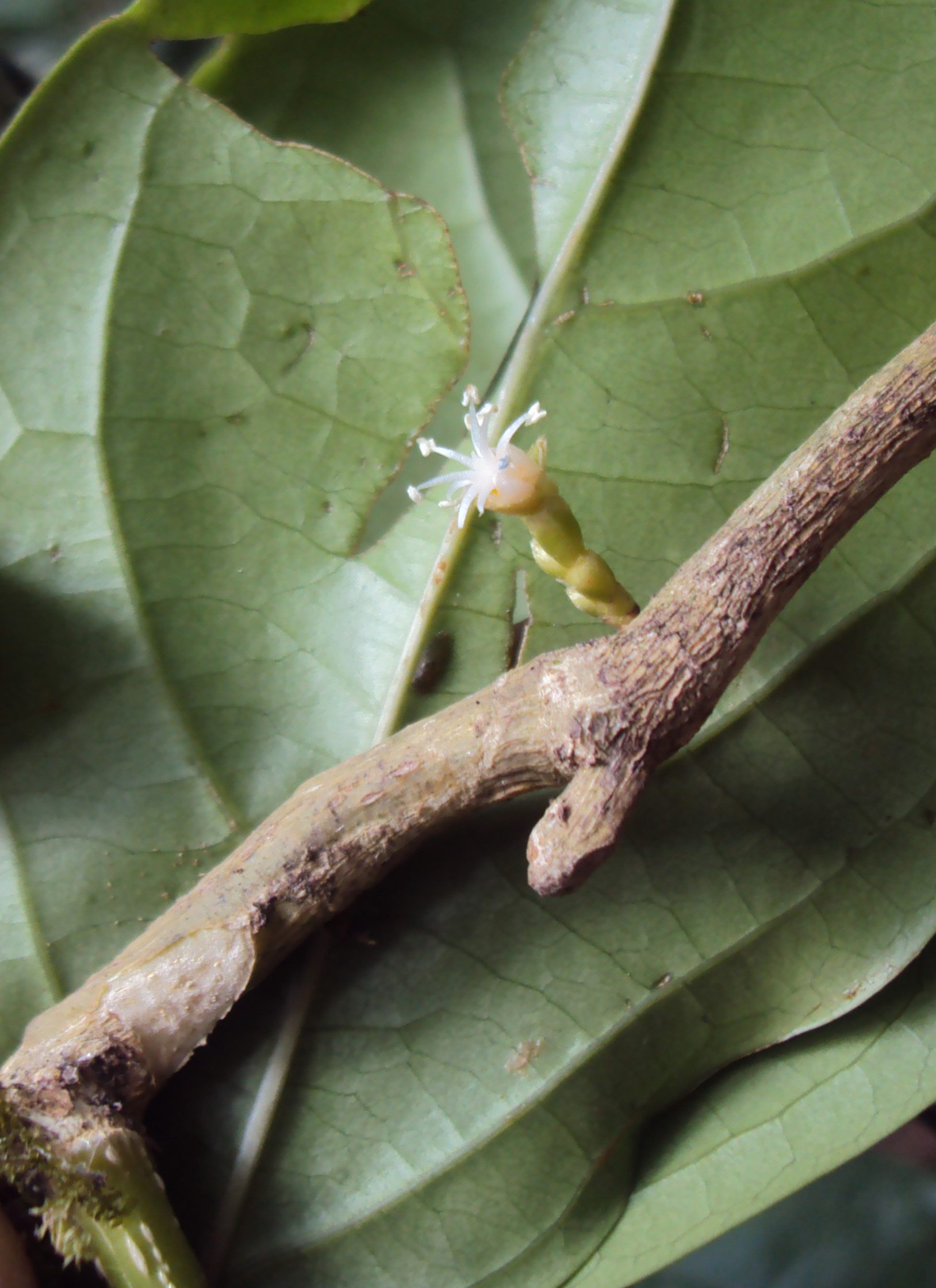
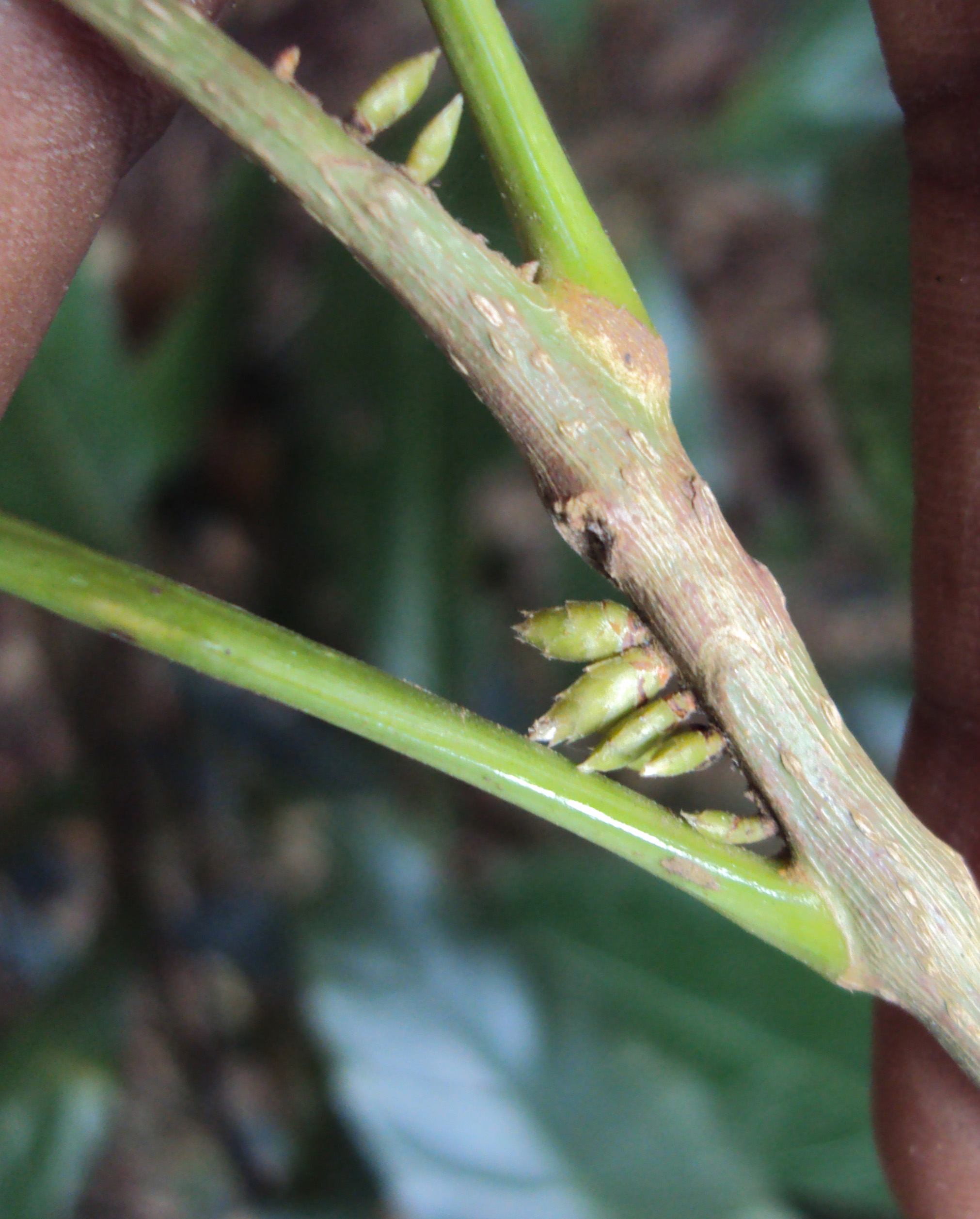
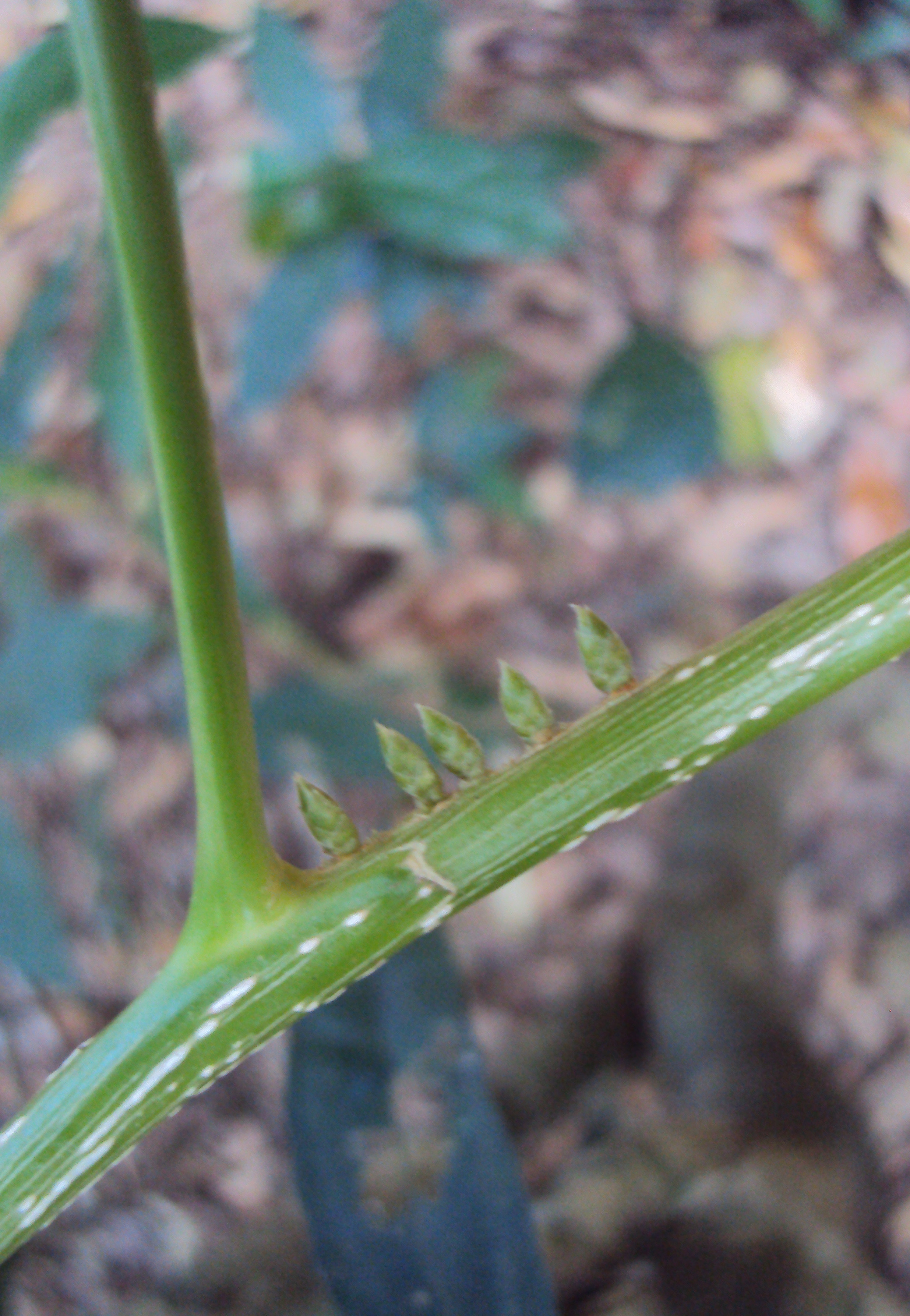